# 1-Bromo-3-cloropropà
L’1-bromo-3-cloropropà és un compost orgànic de la classe dels haloalcans, que pertanyen als hidrocarburs halogenats. La seva fórmula molecular es pot expressar de dues maneres, {\displaystyle {\ce {Br(CH2)3Cl}}} o {\displaystyle {\ce {C3H6BrCl}}}. La molècula està constituïda per tres àtoms de carboni i dos àtoms halògens, dels quals, un d'ells és de brom i l’altre és de clor.

## Isòmer

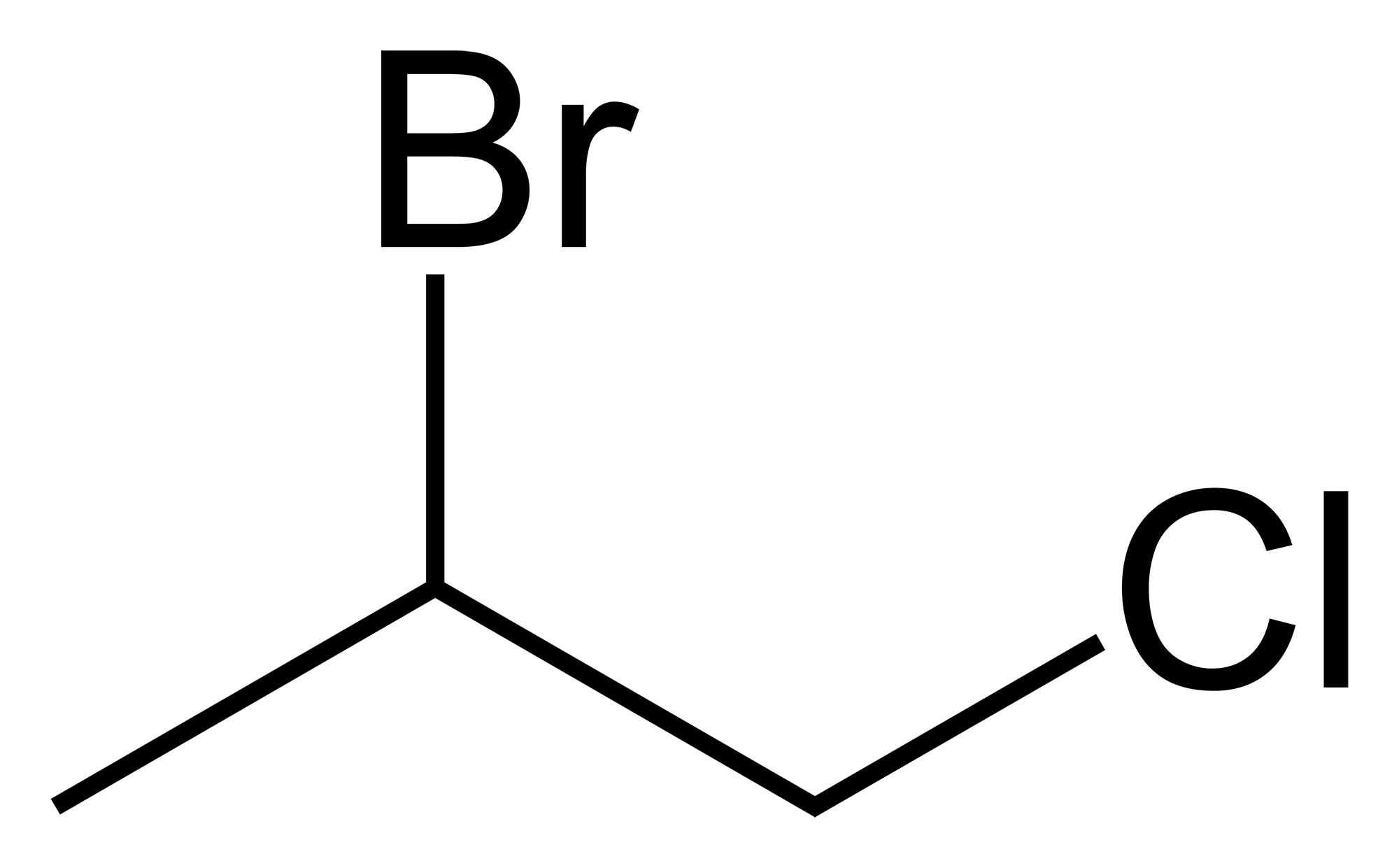
Fórmula estructural simple del 2-Bromo-1-cloropropà.

L’1-bromo-3-cloropropà és isomèric al 2-bromo-1-cloropropà, ja que la fórmula molecular d’ambdós és {\displaystyle {\ce {C3H6BrCl}}}, però la disposició dels àtoms halògens és diferent en cada compost.

## Propietats
L’1-bromo-3-cloropropà és un líquid incolor insoluble en aigua amb una densitat major a la d'aquesta d'1,5969 g/m³. El seu punt d’ebullició es troba a 143,3 °C a 1 atm de pressió atmosfèrica i el punt de fusió es troba a –58,9 °C. Tot i ser insoluble en aigua, és soluble en altres composts com alcohols i èters, i en substàncies com el cloroform, el metanol i en solvents oxigenats i clorats.

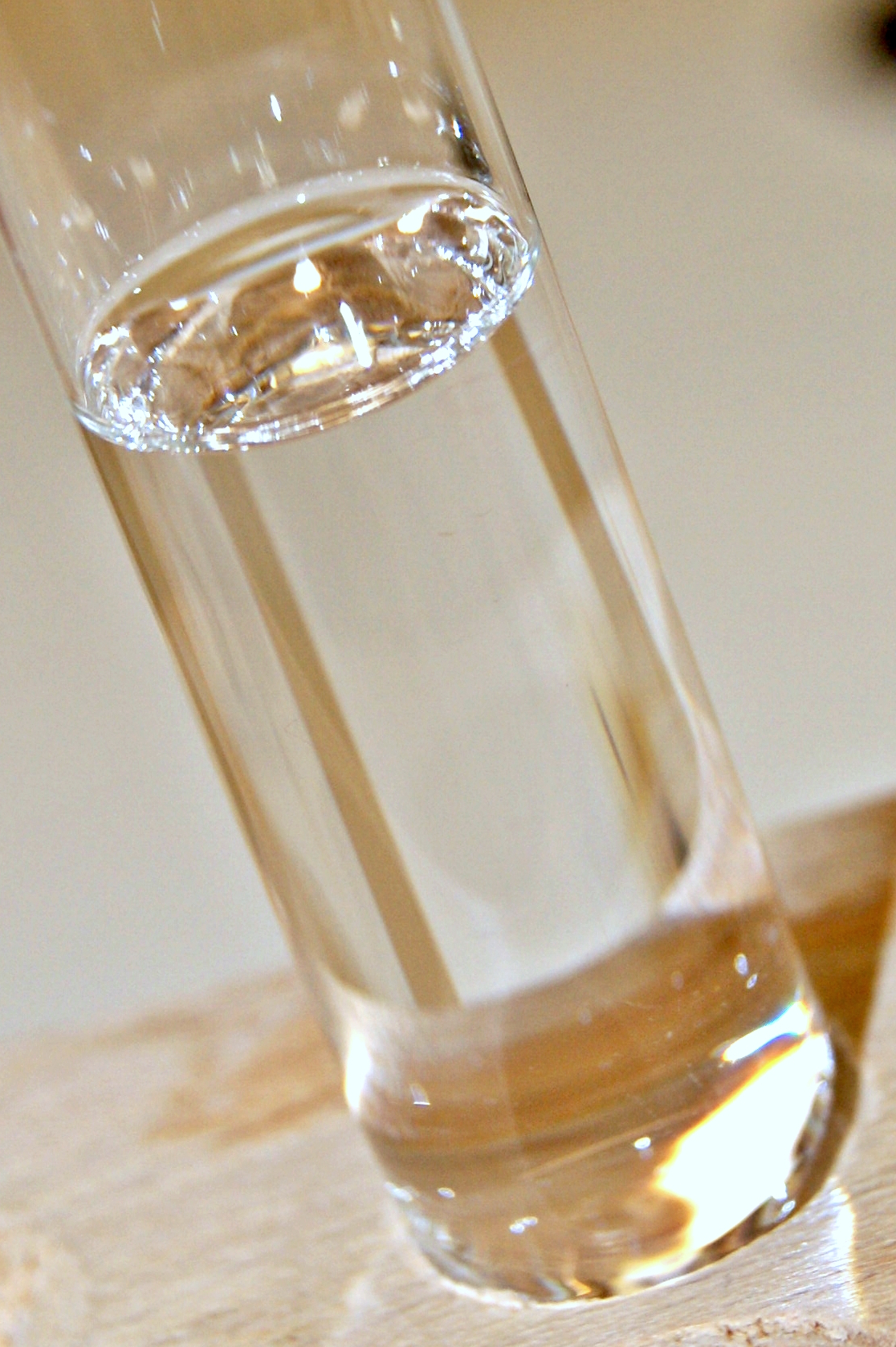
Una mostra de cloroform.

## Preparació
Aquest compost es produeix a partir de l’addició d’un radical lliure de bromur d’hidrogen a un 3-cloropropè. També es pot obtenir aquest compost a partir d'una reacció amb etè i bromoclorometà.

## Usos
S'usa per crear fàrmacs i altres químics. El seu ús principal deriva de la seva funció com agent alquilant per transferir els grups -{\displaystyle {\ce {(CH2)3Cl}}} i –{\displaystyle {\ce {(CH2)3}}}– a altres composts.

## Indicacions de seguretat
L’1-bromo-3-cloropropà està classificat com inflamable, tant en estat líquid com gasos, tòxic, irritant i com perill greu per la salut. Aquest compost és perillós per inhalació, consum i contacte directe, ja que pot causar irritació a la pell i als ulls. A més de ser tòxic o nociu si s'aspira i de la sospita que pugui causar defectes genètics per l'exposició al compost durant un llarg període. En el medi ambient, pot ser nociu per la vida aquàtica amb efectes a llarg termini.